# 叙弗朗公馆
叙弗朗公馆 （Hôtel de Suffren）又名福尔班奥佩德公馆（Hôtel Forbin d'Oppède）是普罗旺斯地区艾克斯的一座历史建筑，位于米拉波大道40号。

## 历史
该府邸建于1649年至1651年间，当时是艾克斯高等法院的检察总长埃斯普里·阿尔诺所建，1666年，他的遗孀和儿子将其卖给儒勒·德·里卡德，他也担任过艾克斯高等法院的检察总长。
1674年，国王的顾问约瑟夫·让·巴蒂斯特·叙弗朗（Joseph Jean Baptiste Suffren，1651-1737年）购得该产业，他的孙子钦定执行官叙弗朗（Bailli de Suffren）皮埃尔·安德烈·德·叙弗朗（Pierre André de Suffren，1729-1788），出生在圣卡纳，在这栋府邸度过了他的童年，正像立面上的一块历史牌匾所说明的那样。 
后来，该府邸属于福尔班·奥佩德（Forbin d'Oppède）侯爵。
最近，在20世纪，它属于普罗旺斯大学法学教授爱德华·乔丹。
1929年3月25日，该建筑列为法国历史遗迹。

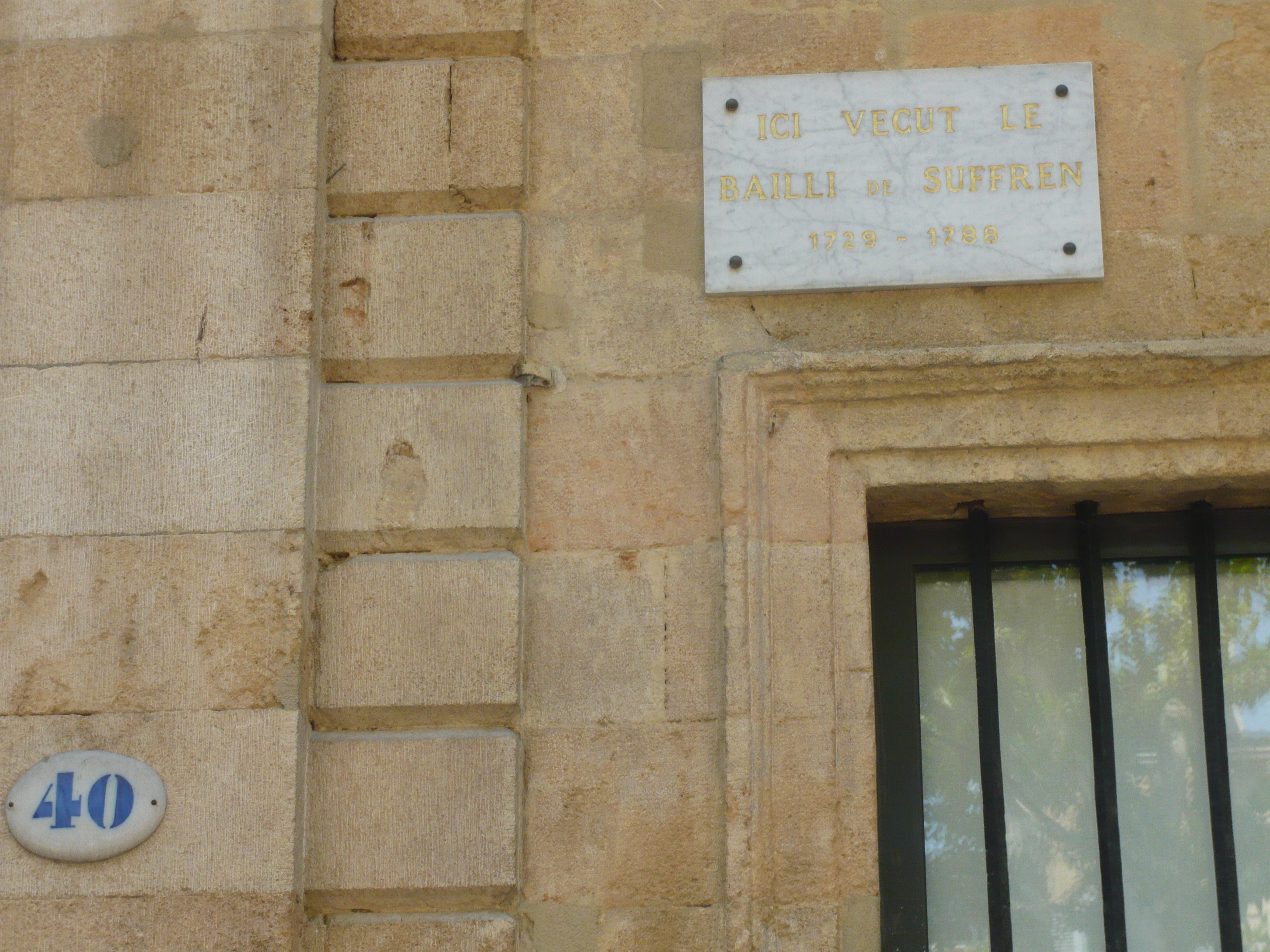
历史牌匾“钦定执行官叙弗朗曾在此居住”